# 4538 Vishyanand
4538 Vishyanand eller 1988 TP är en asteroid i huvudbältet som upptäcktes den 10 oktober 1988 av den japanska astronomen Kenzo Suzuki i Toyota. Den är uppkallad efter den indiske schackspelaren Viswanathan Anand.
Asteroiden har en diameter på ungefär 7 kilometer.